# MAN T4
Die Typen T4 und B4 waren die ersten Großraumwagen auf dem Netz der Straßenbahn Nürnberg. Entsprechend ihrer Nummerierung werden sie auch als Baureihe 200 (Triebwagen) und Baureihe 1500/1600 (Beiwagen) geführt. MAN lieferte von 1955 bis 1966 insgesamt 70 Trieb- und 110 Beiwagen an die Städtischen Werke Nürnberg – Verkehrsbetriebe (ab 1959: VAG Verkehrs-Aktiengesellschaft Nürnberg) aus. Sowohl technisch als auch wagenbaulich orientieren sich die Fahrzeuge stark am Duewag-Großraumwagen, dessen Serienproduktion einige Jahre zuvor aufgenommen wurde.
Zwischen 1981 und 2004 musterte die VAG ihre Fahrzeuge aus. Einige Wagen wurden an die Nürnberger Partnerstädte Krakau in Polen, Antalya in der Türkei sowie Brăila in Rumänien abgegeben, wo sie vereinzelt noch im Personenverkehr anzutreffen sind. Darüber hinaus sind einige Exemplare in Nürnberg und Krakau als historische Fahrzeuge erhalten.

## Entwicklung

### Prototypen
Die Nürnberger Verkehrsbetriebe beschlossen Anfang der 1950er Jahre den Einsatz von Großraumwagen auf ihrem Streckennetz. Die neuen Fahrzeuge sollten länger und breiter als ihre zweiachsigen Vorgänger ausfallen und somit eine größere Kapazität aufweisen. Bereits in den 1930er Jahren wurde auf einzelnen Streckenabschnitten der Gleismittenabstand vergrößert und für den Einsatz von bis zu 2,35 Meter breiten Wagen vorbereitet. Da jedoch keine Linie auf gesamter Länge davon profitierte, rechneten die Betreiber mit weiteren fünf Jahren für die Anpassung des gesamten Netzes. Als Übergangslösung beschafften sie bei MAN und den Siemens-Schuckertwerken 26 Zweiachser mit 2,20 Metern Breite. In dieser Zeit beobachtete der Betrieb außerdem den Einsatz der ersten Großraumwagen bei anderen Betrieben, um deren Erfahrungen in das Programm mit einfließen zu lassen.
Die Pläne für den Großraumwagen wurden nach Auslieferung der letzten T2-Wagen der Serie 100 1954 konkretisiert. Zunächst waren zwei Vorserienzüge aus je einem Trieb- und einem Beiwagen vorgesehen, die während der kommenden zwei Jahre der Erprobung dienen sollten. Am 10. August 1955 wurde der erste Zug aus den Wagen 201 und 1501 ausgeliefert, zwölf Tage später folgte der zweite Zug mit Wagen 202 und 1502. Ende Oktober 1955 fand der erste Planeinsatz auf der Linie 1 (Bauernfeindstraße – Fürth, Billinganlage) statt. Mit insgesamt etwa 200 Plätzen boten die Züge etwa die gleiche Kapazität wie ein Dreiwagenzug aus Zweiachsern, sparten gegenüber diesen aber einen Schaffner ein. Neu war der Schaffnersitz und damit verbunden auch der Fahrgastfluss von hinten nach vorne, an den sich die Fahrgäste erst gewöhnen mussten. Da sich ein- und aussteigende Fahrgäste an den Türen nicht mehr gegenseitig behinderten, ging der Fahrgastwechsel insgesamt schneller vonstatten. Der in der Regel schnellere Ausstieg führte dazu, dass die vorderen und mittleren Türen eher geschlossen werden konnten und somit nicht mehr beobachtet werden mussten. In der kälteren Jahreszeit wirkte sich dies zudem positiv auf die Wageninnentemperatur aus.
Negativ gegenüber den Vorgängern wurden die hohe Leermasse mit 18,2 Tonnen (Triebwagen) beziehungsweise 12,3 Tonnen (Beiwagen) sowie der um 50 Prozent höhere Rollwiderstand der Fahrzeuge angesehen. Ursächlich lag dies an der Trägheit der gummigefederten Radsätze sowie der starren Kupplung der Achsen im Drehgestell. Bei den Serienfahrzeugen sollten daher diese beiden Mängel behoben werden. Der gegenüber den Zweiachsern höhere Stromverbrauch und die damit verbundenen Kosten sollten hingegen durch den Wegfall eines Schaffners amortisiert werden.

### Auslieferung der Serienfahrzeuge
Anfang 1957 begann die Serienproduktion der Fahrzeuge, nachdem zuvor einige Änderungen vorgenommen wurden. Die Nürnberg-Fürther Straßenbahn bestellte zunächst 33 Trieb- und 21 Beiwagen bei MAN. Zwei Linien sollten demnach mit Großzügen, eine weitere mit Solowagen bestückt werden. Die Serienfahrzeuge hatten gegenüber den mit Schiebetüren ausgestatteten Prototypen Düwag-Falttüren. Die Scheibenanordnung der Frontpartie wurde abgeändert und wirkte nun gefälliger. Die zunächst nur an den Stirnfronten der Triebwagen vorhandenen Liniennummernkästen waren nun auch am Heck von Trieb- und Beiwagen zu finden. Die Verwendung von Press- und Kantblechprofilen anstelle von Walzleichtprofilen sowie eine Vereinfachung des Hauptträgers im Untergestell führte zu einer Massenreduktion von jeweils zwei Tonnen.

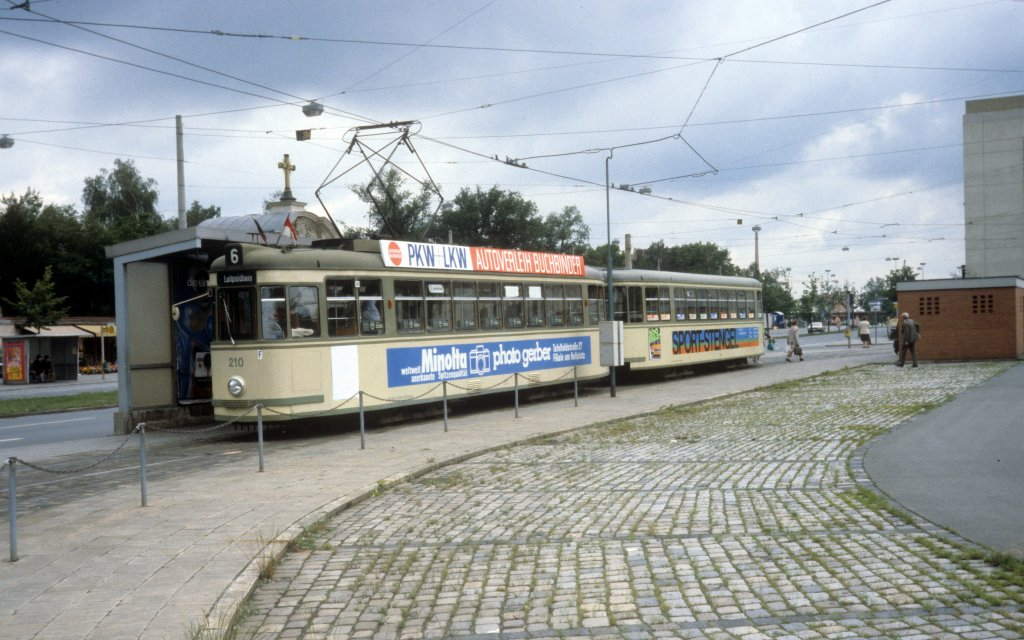
Großraumzug auf der Linie 6 am Westfriedhof, 1980

Der erste Serienzug traf im Dezember 1957 in Nürnberg ein, die Auslieferung der ersten Lieferserie zog sich bis September 1958 hin. Ihren Dienst taten die Züge neben der Linie 1 auch auf der Linie 11 (Fürth Hauptbahnhof – Luitpoldhain). Die Linie 15 (Bucher Straße – Herrnhütte) wurde zunächst mit Solowagen bestückt, die allerdings nicht ausreichten. Die zweite Lieferserie von 35 Trieb- und 45 Beiwagen sollte diesen Mangel ausgleichen. Der Auftrag ging noch 1958 ein, so dass die Produktion nahtlos an die der ersten Serie anknüpfen konnte. Die Auslieferung der Triebwagen mit den Nummern 236–269 fand von August 1959 bis August 1960, die der Beiwagen mit den Nummern 1524–1568 von September 1959 bis Dezember 1961 statt. Da Tw 212 der ersten Serie im Juni 1958 bei einem Unfall irreparabel beschädigt und daraufhin ausgemustert wurde, baute MAN unter Verwendung noch brauchbarer Teile einen weiteren Triebwagen. Dieser erhielt die gleiche Nummer in zweiter Belegung und wurde im September 1959 ausgeliefert. Beide Serien unterschieden sich zunächst geringfügig voneinander.
Anfang der 1960er Jahre begann in Nürnberg der Einsatz von Gelenkwagen des Typs GT6. Die Fahrzeuge boten mehr Plätze als ein Großraumwagen, benötigten wie diese aber nur einen Schaffner. Für Linien, auf denen der Einsatz von Großraumzügen nicht ausreichte, war der Einsatz von Gelenkwagen mit angehängtem Beiwagen vorgesehen. Die VAG bestellte daher bei MAN weitere 42 B4-Beiwagen, die zwischen 1963 und 1966 in drei Bauserien gefertigt wurden. Die Wagen mit den Nummern 1569–1610 gleichen ihren Vorgängern, so dass diese freizügig hinter Großraum- als auch Gelenktriebwagen eingesetzt werden konnten.

### Ausmusterung und Umsetzung

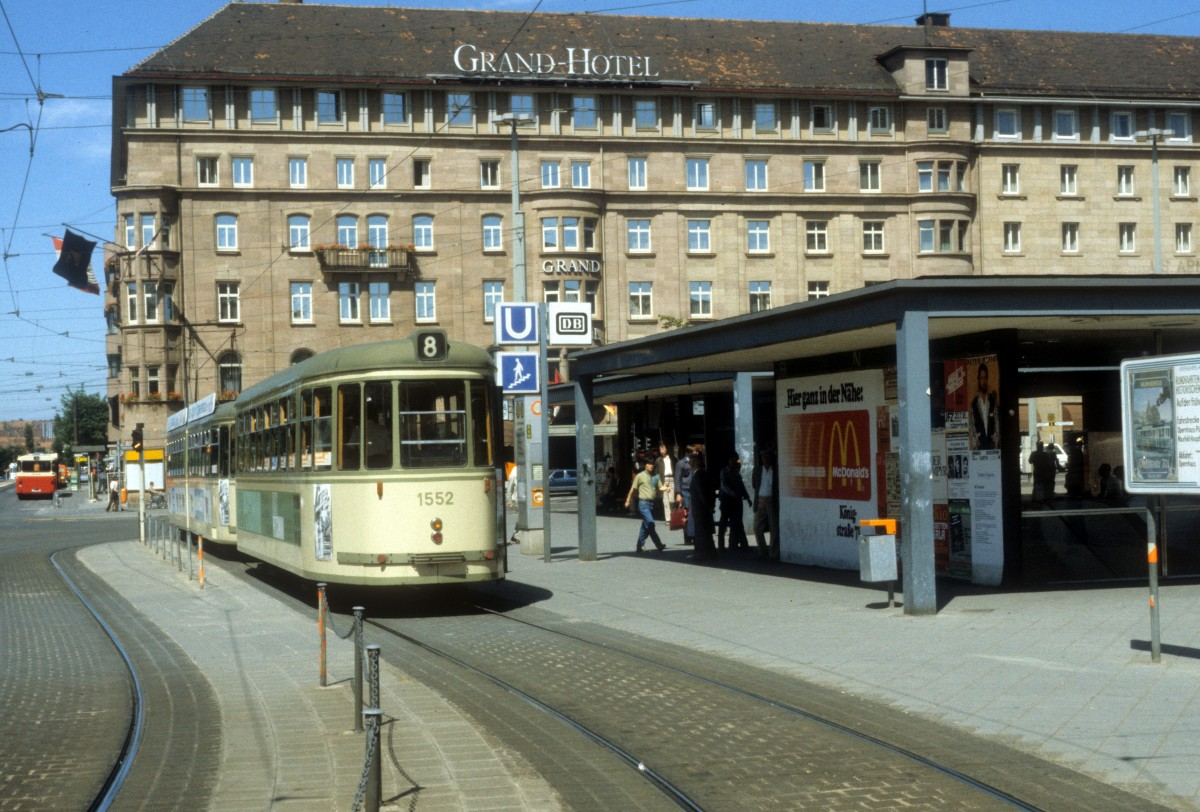
Gelenktriebwagen mit Großraumbeiwagen auf der Linie 8 am Bahnhofsplatz, 1984

1981 wurde die Nürnberger U-Bahn bis nach Fürth verlängert. Gleichzeitig wurden das Fürther Stadtnetz und die Straßenbahnverbindung nach Nürnberg stillgelegt. Durch die gesunkenen Beförderungsleistungen der Straßenbahn konnte die VAG zahlreiche Großraumtriebwagen ausmustern, 1984 waren lediglich 25 Triebwagen noch im Bestand. Die Anzahl der Beiwagen lag wesentlich höher, da sie weiterhin im Verbund mit den Gelenkwagen liefen.
Ein Teil der in den 1980er Jahren ausgemusterten Fahrzeuge blieb vorerst abgestellt. Nachdem Siemens Verkehrstechnik 1986 den Auftrag zum Aufbau eines Straßenbahnnetzes in der türkischen Stadt Konya erhalten hatte, plante man nach der Eröffnung vorerst mit dem Einsatz gebrauchter Fahrzeuge aus Deutschland. Diese sollten später durch Neubaufahrzeuge ersetzt werden. Die VAG bot ihre nicht mehr benötigten Großraumzüge an und ließ den Zug 231+1523 zu Vorführungszwecken entsprechend umlackieren. Jedoch waren die Fahrzeuge mit 2,34 Metern Breite zu klein dimensioniert. Ebenso wurde bemängelt, dass sich die Fahrgäste auf zwei Wagen verteilen müssten. Die ebenfalls am Bau beteiligte Rail Consult bot als Alternative nicht mehr benötigte Kölner Achtachser mit 2,50 Meter Breite an. Dieser Vorschlag wurde letztlich auch umgesetzt.
| Jahre     | Anzahl       | Stadt   |
| --------- | ------------ | ------- |
| 1989–2004 | 31 Tw, 54 Bw | Kraków  |
| 1997–2002 | 10 Tw, 15 Bw | Brăila  |
| 1998      | 3 Tw, 03 Bw  | Antalya |

Ende der 1980er Jahre fand sich dann ein neues Aufgabengebiet für die Wagen. An die polnische Partnerstadt Kraków (deutsch: Krakau) wurden von 1989 bis 1996 insgesamt 30 Trieb- und 36 Beiwagen abgegeben, darunter auch der für Konya umlackierte Zug. Nachdem die VAG ab 1999 auch ihre GT6 abgab, wurden bis 2004 weitere 18 Beiwagen sowie ein bis dahin in Nürnberg als Arbeitswagen genutzter Triebwagen in die polnische Stadt umgesetzt. Die zuletzt abgegebenen Wagen kamen nicht mehr zum Einsatz, sondern dienen dort als Ersatzteilspender. Einige Wagen erhielten in Kraków die dort übliche blau-weiße Lackierung, die meisten fuhren allerdings im alten Nürnberger Farbschema weiter. Teilweise wurden die Wagen mit Doppelscheinwerfern ausgerüstet. Die T4 wurden bis 2002, die B4 bis 2009 ausgemustert.

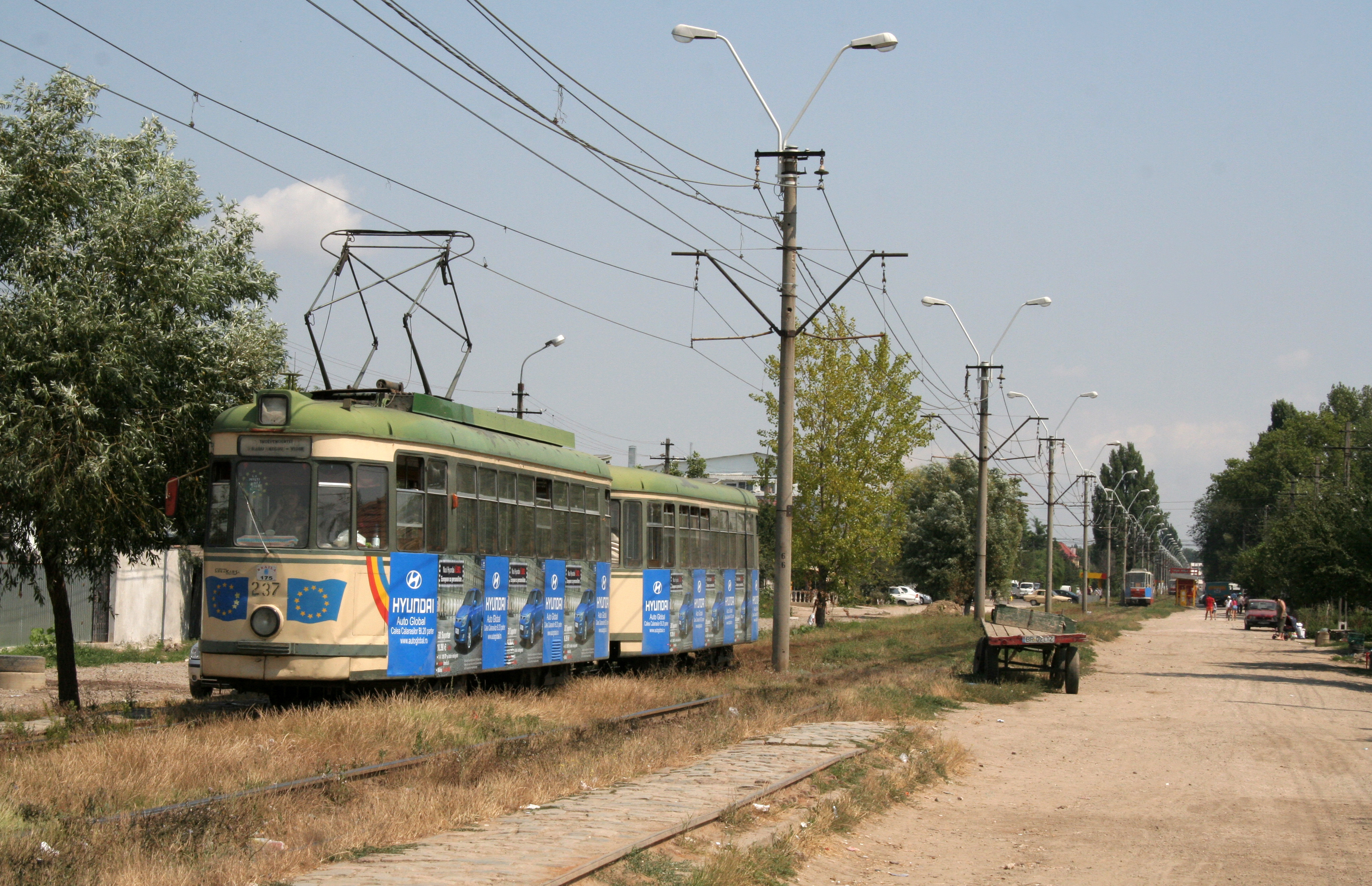
Triebwagen 237 mit Beiwagen in Brăila, 2008

1997 konnte die VAG weitere nicht mehr benötigte Großraumwagen an die rumänische Stadt Brăila abgeben. Der Betrieb erhielt zehn Trieb- und 16 Beiwagen. Die Fahrzeuge behielten ihre ursprünglichen Nummern bei. Dies führte dazu, dass die Wagennummer 1601 zweimal vergeben war, neben dem Nürnberger B4 trägt auch ein ehemals Rotterdamer GT8 die Nummer. 2011 waren über die Hälfte der vorhandenen Fahrzeuge abgestellt.
1998 erhielt die türkische Stadt Antalya als dritte Stadt die in Nürnberg ausgemusterten Großraumwagen. Anlässlich der Neueröffnung der Straßenbahn erhielt die Stadt drei Großraumzüge. Die neu lackierten Wagen tragen die Nummern 1 bis 6, wobei Triebwagen die ungeraden und Beiwagen die geraden besetzen.
Die letzten in Nürnberg verbliebenen Großraumbeiwagen waren bis September 2003 im Einsatz. Jeweils 21 Trieb- und Beiwagen wurden in Nürnberg verschrottet.

### Historische Fahrzeuge

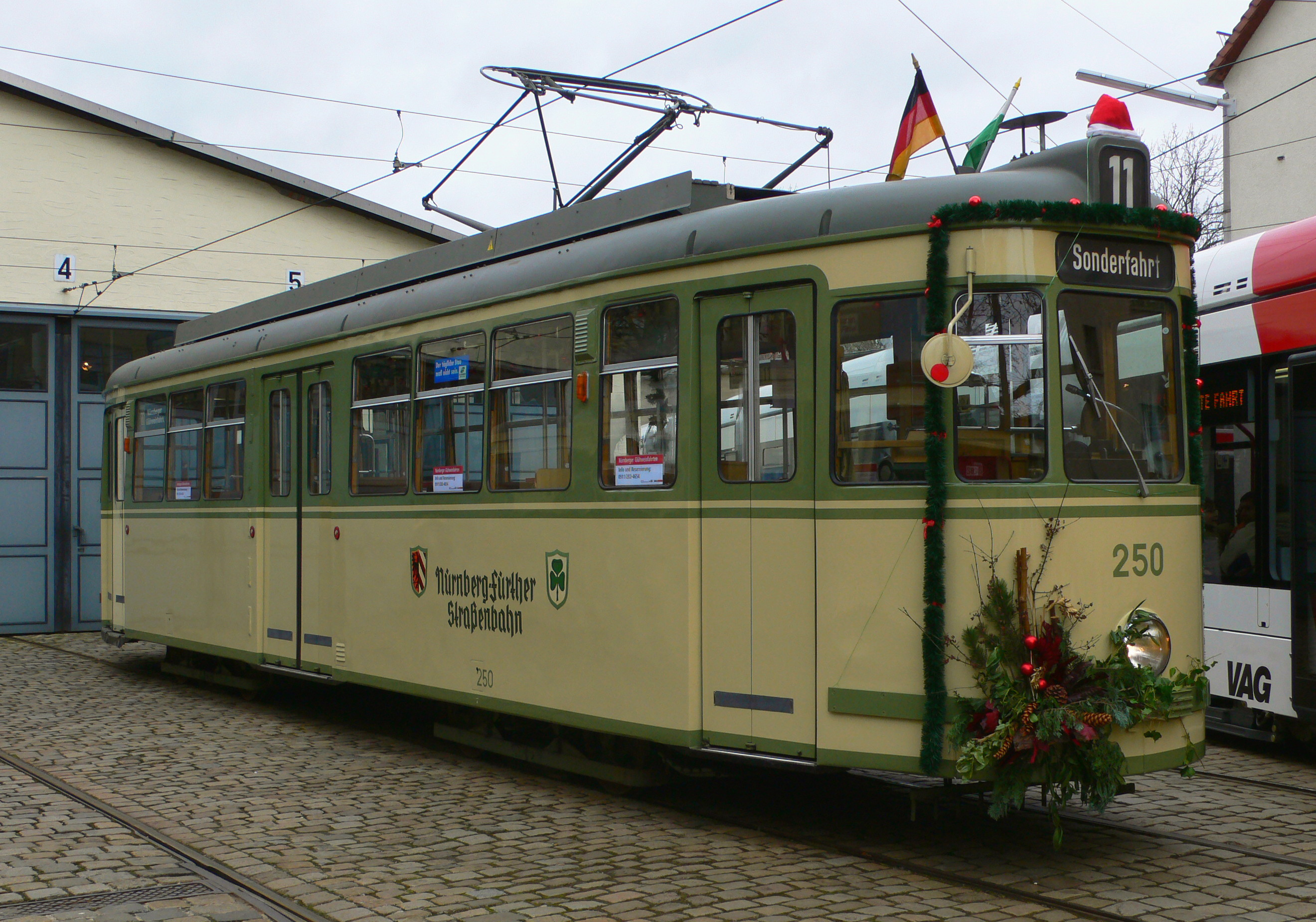
HTw 250 im Historischen Straßendepot St. Peter, 2007

Die Triebwagen 201, 208 (Erprobungsträger für halbautomatische Fahrsteuerung) und 250 sind zusammen mit den Beiwagen 1501, 1521 (Erprobungsträger für Drehstromantrieb), 1556 und 1581 als historische Fahrzeuge in Nürnberg erhalten geblieben, Tw 250 und Bw 1556 befinden sich im fahrfähigen Zustand. Beiwagen 1540 ist ebenfalls erhalten und dient als Lagerwagen im Historischen Straßenbahndepot St. Peter. Beiwagen 1541 wurde im Jahr 1998 zusammen mit dem GT6-Triebwagen 314 zum Schienentransportzug A15 umgebaut, aber inzwischen verschrottet.
In Kraków wurden Triebwagen 127 (ex Nürnberg 206) und Beiwagen 527 (ex Nürnberg 1557) im Jahr 2002 in den historischen Fahrzeugbestand aufgenommen.

## Fahrzeugbeschreibung
Bei den Fahrzeugen handelt es sich um Großraumtrieb- beziehungsweise -beiwagen in Einrichtungsbauweise. Die Abmessungen orientieren sich an den Duewag-Großraumwagen; einzelne Bauteile wie der Tandemantrieb und die Drehgestelle wurden dort eingekauft. Auffälligster Unterschied zu den Duewag-Wagen ist die Anordnung der Frontscheiben. Die Wagen sind cremefarben lackiert, das Fensterband ist in Graugrün gehalten und wird darüber und darunter mit einem cremefarbenen Zierstreifen abgesetzt. Die Tonnendächer sind grau gehalten. Jeder Wagen verfügt über drei Türen, die hinteren sind als zweiflügelige Doppelfalttüren ausgebildet, die vordere als einflügelige.  Jeder Türflügel ließ sich vom Fahrer separat öffnen und schließen. Zur Belüftung des Wageninnern können die Seitenfenster im oberen Drittel herabgelassen werden. Für die Fahrerkabine verfügten die Prototypen über separate Belüftungsfenster seitlich der Zugzielanzeiger, bei den Serienwagen wurden diese verblecht und durch Klappfenster in den Seitenfenstern ersetzt. Trieb- und Beiwagen verfügen über elektrische Scharfenbergkupplungen.
Die Sitze sind in Abteilform 2+1 angeordnet, jeder Wagen hat 29 Sitzplätze. Der Triebwagen verfügt über 67, der Beiwagen über 74 Stehplätze, ein Großraumzug bietet also knapp 200 Personen Platz. Der Schaffnersitz ist vor der hinteren Tür installiert, der Fahrgastfluss war von hinten nach vorne eingerichtet. Die Fahrerkabine ist separat, der Zugang erfolgt vom Fahrgastraum aus.
Für die Umstellung auf schaffnerlosen Betrieb wurde der Fahrgastfluss Mitte der 1960er Jahre von den Wagenenden hin zur Fahrzeugmitte geändert. Die Ausstiegstüren erhielten nach außen öffnende Klappschranken. An den Einstiegstüren wurden Trittkontakte und Fahrkartenentwerter installiert. Über Druckknöpfe konnten die Fahrgäste die Türen von außen und innen öffnen. Mit Einführung des Ein-Mann-Betriebs ab 1969 wurden an den Fahrerplätzen zusätzlich Kassen installiert. Anstelle des Schaffnerplatzes wurde eine zusätzliche Doppelbank eingebaut, gleichzeitig wurde das erste Abteil auf der rechten Wagenseite ausgebaut um Abstellplätze für Kinderwagen und ähnliches zu schaffen.
Die Prototypen verfügten über einen etwas abweichenden Aufbau, der bis 1967 weitgehend an die Serie angepasst wurde. So hatten die vier Fahrzeuge Falt- statt Schiebetüren, die Lackierung war cremefarben mit einem schwarzen Zierstreifen. Lediglich die Triebwagen hatten vorne einen Liniennummeranzeiger installiert. Die Drehgestelle entsprachen ebenfalls einer anderen Bauart als der der Serienwagen.
Eine besondere Rolle kam den beiden Wagen 208 und 1521 zu. Ersterer diente ab 1960 als Versuchsträger für Simatic. Er erhielt dazu anstelle des Fahrschalters eine Anzahl elektromagnetischer Schaltschütze, die ihre Schaltbefehle von einem elektronischen Steuergerät erhielten. Der Fahrer gab seine Befehle über einen Sollwertgeber ein, die Schaltstufen regelten sich automatisch. 1965 erhielt der Triebwagen einen elektromotorisch angetriebenen Fahrschalter. Beiwagen 1521 diente ab 1975 ebenfalls als Versuchsfahrzeug für Thyristoren und die darauf aufbauende Gleichstromsteller-Steuerung. Da diese am effizientesten unter Drehstrom arbeiten, erhielt der Wagen im hinteren Drehgestell einen Drehstrom-Asynchronmotor eingebaut. Steuerung und Wechselrichter waren in einem Schrank anstelle des Schaffnerplatzes untergebracht. Um allein für Versuchsfahrten einsetzbar zu sein, erhielt der Wagen zusätzlich einen Stromabnehmer über dem hinteren Drehgestell. Trieb- und Beiwagen liefen ab 1976 meist im Verband auf der Linie 6 (Westfriedhof – Luitpoldhain), wobei die Steuerung des Beiwagens an die des Triebwagens angepasst wurde. Zur Übertragung des Fahrstroms und der Steuerbefehle waren zusätzliche Kabelverbindungen zwischen beiden Wagen installiert. Die bei den Versuchsfahrten gewonnenen Erfahrungen waren überwiegend positiv. Die Nürnberger U-Bahn setzt seitdem ausschließlich Fahrzeuge mit Drehstromantrieb ein.